# Amidinek
Az amidinek az oxosavak származékai. Az oxosavnak az alábbi szerkezetűnek kell lennie ahhoz, hogy amidin keletkezhessen belőle: RnE(=O)OH, ahol R szubsztituens. Az −OH csoportot −NH2 helyettesíti, az =O csoport helyébe pedig =NR lép, így keletkezik az RnE(=NR)NR2 általános szerkezetű amidin.

## Karboxamidinek

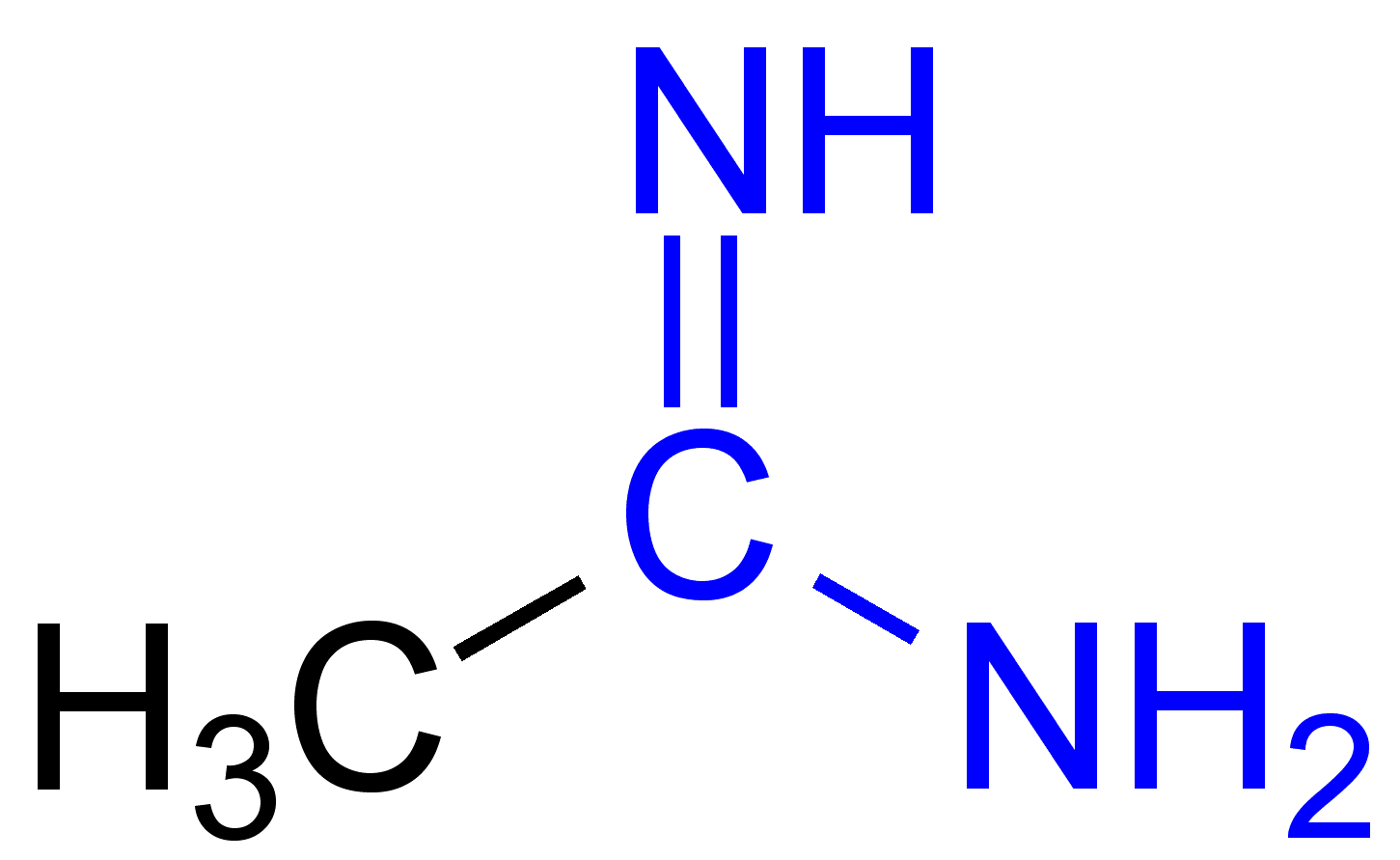
Az acetamidin (acetimidamid) szerkezeti képlete

Ha a kiindulási oxosav karbonsav, a kapott amidin neve karboxamidin vagy karboximidamid (IUPAC név), általános szerkezet pedig a következő:
A karboxamidineket gyakran egyszerűen csak amidineknek nevezik, mivel a szerves kémiában ezek a leggyakrabban előfordulú amidinek. A legegyszerűbb amidin a formamidin, HC(=NH)NH2.
A primer amidinek leggyakoribb előállítása a Pinner-reakció. A nitrilek savas alkoholokkal iminoétereket képeznek, ezeket ammóniával kezelve fejeződik be az amidinné történő átalakulás.

## Tulajdonságok
Az amidinek az amidoknál jóval bázisosabbak, a legerősebb töltés nélküli/nem ionizált bázisok közé tartoznak.
Az sp² hibridállapotú nitrogénatomon protonálódnak. Ennek oka, hogy a pozitív töltés delokalizálódni tud mindkét nitrogénre. Az így keletkező kation neve amidíniumion, benne a C–N kötéshosszak azonosak.

## Származékaik

### Formamidínium kationok

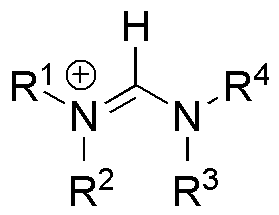
A formamidínium kation általános képlete

Az amidíniumionok egyik említésre méltó alcsoportja a formamidínium kationok, ezek általános képlete [R2N-CH=NR2]+. Ezekből deprotonálódással R2N-C:-NR2 képletű stabil karbének keletkeznek.

### Amidinát sók
Az amidinát sók általános képlete M+[RNRCNR]−, karbodiimidek és fémorganikus vegyületek, például metillítium reakciójával nyerhetők. Ezeket széles körben használják ligandumként fémorganikus komplexekben.

## Fordítás
Ez a szócikk részben vagy egészben  az   Amidine című angol Wikipédia-szócikk ezen változatának fordításán alapul.  Az eredeti cikk szerkesztőit annak laptörténete sorolja fel. Ez a jelzés csupán a megfogalmazás eredetét és a szerzői jogokat jelzi, nem szolgál a cikkben szereplő információk forrásmegjelöléseként.